# 江南区 (新潟市)
江南区（こうなんく）は、新潟市を構成する行政区のひとつ。

## 概要
江戸時代から六斎市の立つ在郷町として発展した亀田を中心とする亀田郷と呼ばれる地域に位置する。JR信越本線や亀田バイパスが通るなど交通の便にも恵まれていることから、近年は中央区の都心部に対するベッドタウンとして宅地開発や商業開発が進み、他の行政区とも地理面・経済面で非常に近しい関係にある（西蒲区を除く新潟市の他の行政区と隣接している）。2015年時点では年少人口（15歳未満）割合が8区のなかで最も高い。
イメージカラー
都市と自然が調和し、若くしなやかな木々や稲のイメージから「スプリンググリーン」。市が2007年（平成19年）3月に策定した「新・新潟市総合計画」で示された区の将来像は『緑と調和した、賑わいと安らぎのあるまち』。

### 区域

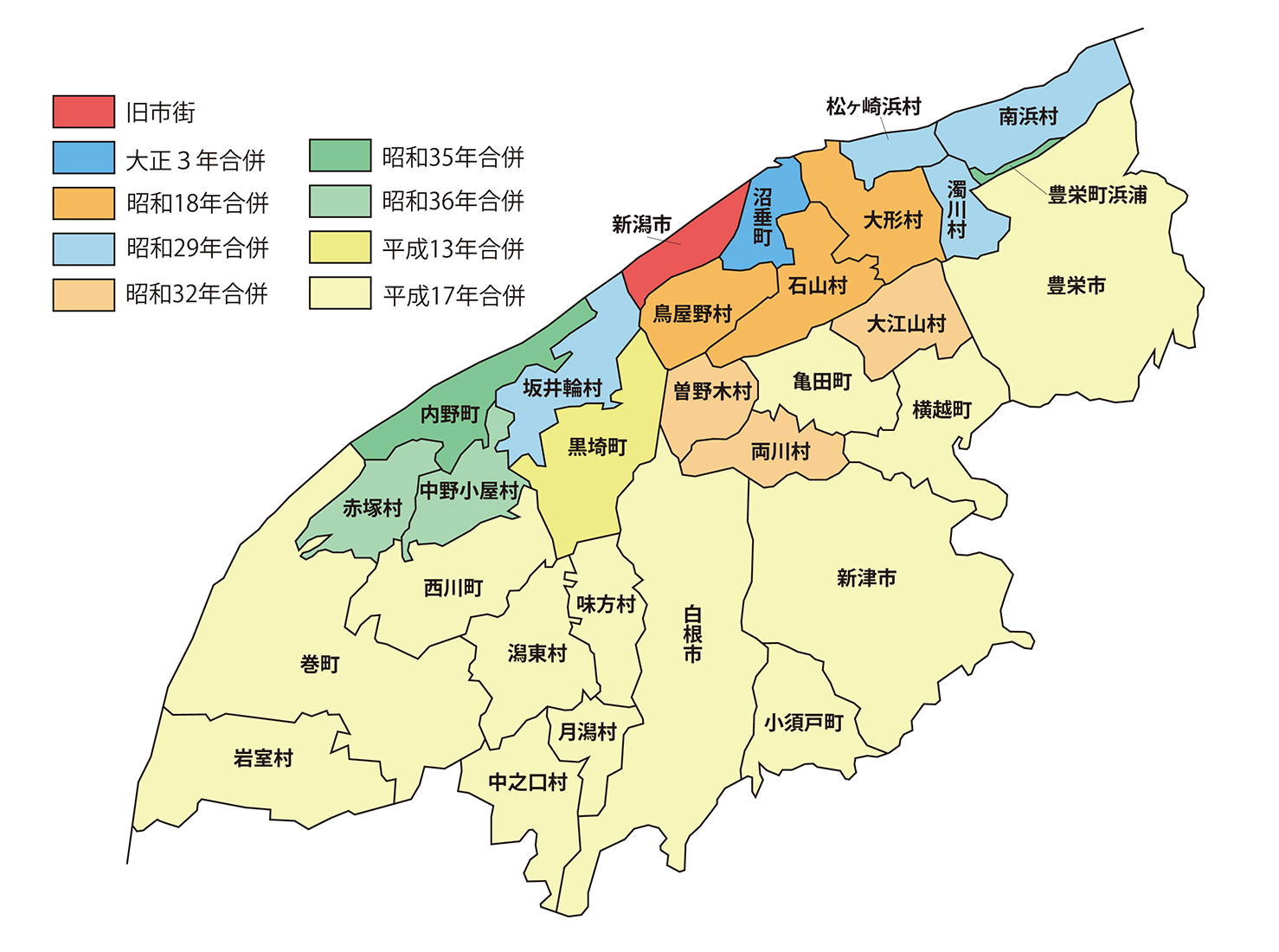
市制施行から現在までの合併の経緯

平成の大合併前からの新潟市域のうち曽野木・両川・大江山の3地域と、同合併時に編入された旧亀田町域、旧横越町域で主に構成され、区役所は旧亀田町域（旧亀田町役場→旧亀田支所）に置かれている。
なお、区の境界は合併前の市町村界や管轄界と一部一致していない箇所があり、以下が挙げられる。
| 旧管轄                                                            | 範囲                                           | 政令市移行後 |
| ----------------------------------------------------------------- | ---------------------------------------------- | ------------ |
| 旧曽野木村域および旧両川村域 （いずれも旧新潟市南地区事務所管内） | 信濃川左岸側（天野の一部）                     | 南区         |
| 旧曽野木村域および旧両川村域 （いずれも旧新潟市南地区事務所管内） | 北陸道・日本海東北道の北側                     | 中央区       |
| 旧曽野木村域および旧両川村域 （いずれも旧新潟市南地区事務所管内） | その他大部分                                   | 江南区       |
| 旧大江山村域 （旧新潟市石山地区事務所管内）                       | 日本海東北道の北側                             | 東区         |
| 旧大江山村域 （旧新潟市石山地区事務所管内）                       | 阿賀野川右岸側                                 | 北区         |
| 旧大江山村域 （旧新潟市石山地区事務所管内）                       | その他大部分                                   | 江南区       |
| 旧亀田町域                                                        | 日本海東北道の北側（亀田中島4丁目の一部）      | 東区         |
| 旧亀田町域                                                        | 日本海東北道の北側（鵜ノ子・亀田早通の各一部） | 中央区       |
| 旧亀田町域                                                        | その他大部分                                   | 江南区       |
| 旧横越町域                                                        | 阿賀野川右岸側（小杉・横越の各一部、十二前）   | 北区         |
| 旧横越町域                                                        | その他大部分                                   | 江南区       |

## 地理
新潟平野を流れる信濃川、阿賀野川およびその支流である小阿賀野川に囲まれた地域は「亀田郷」と呼ばれる地域を形成しており、北・西・南の三方から包み込まれるような形で新潟市の他の行政区と接している。かつて亀田郷一帯は泥田に覆われ「地図にない湖」と形容されるほどであったが、1948年（昭和23年）以降、栗ノ木排水機場の整備など土地改良事業が進められ、良質の乾田に一変した。
区の最高地点は13 mとかなり低く新潟市の区の中では南区の8 mに次いで2番目に最高地点が低い区である。江南区には海がなく内陸ではあるが海抜ゼロメートル地帯が多い。

## 地域
旧亀田町の「亀田地区」、旧横越町の「横越地区」と旧新潟市域3地区で構成される。旧新潟市域3地区は、かつてはいずれも農村部。3地区とも亀田・横越同様、元々中蒲原郡に属する村であったが、1957年（昭和32年）5月3日に新潟市に編入した。

### 地区

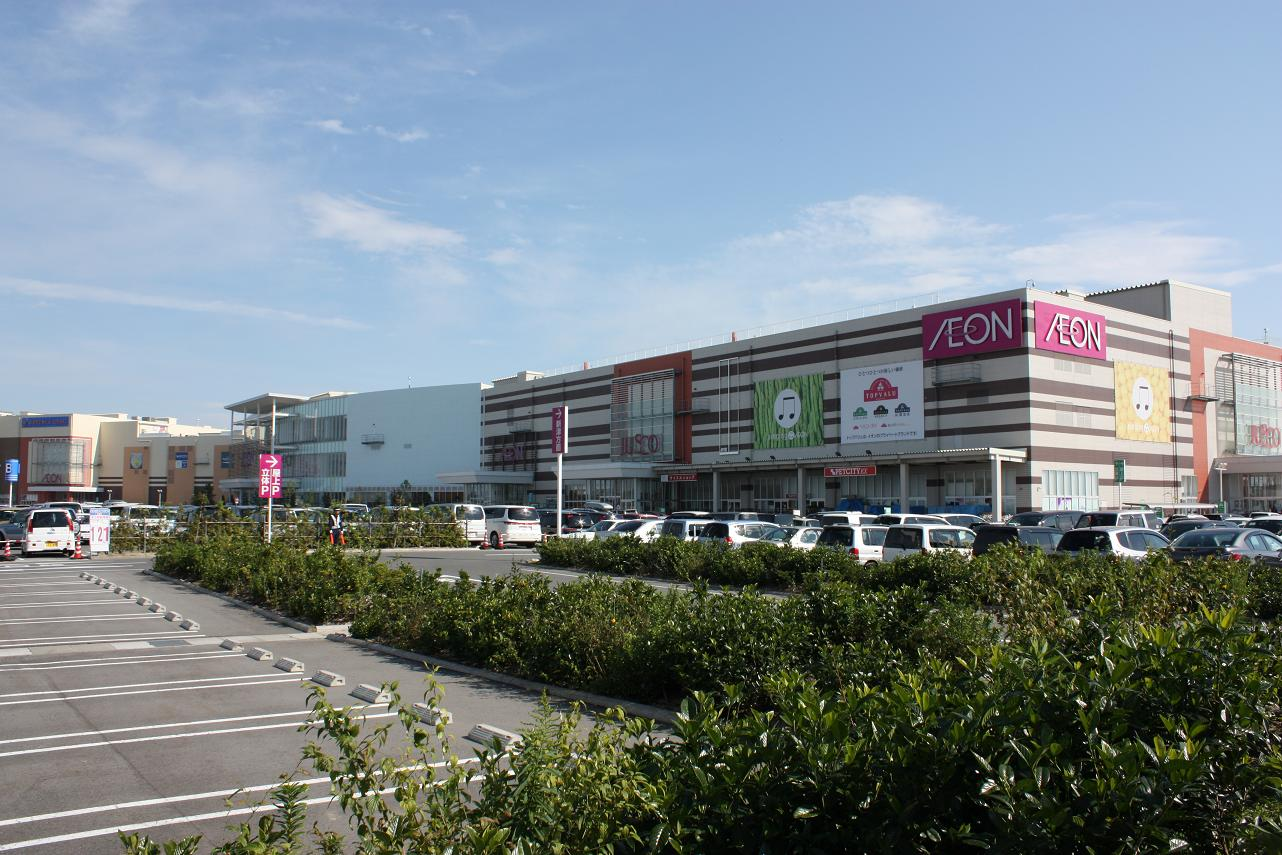
イオンモール新潟南（現：イオンモール新潟亀田インター）

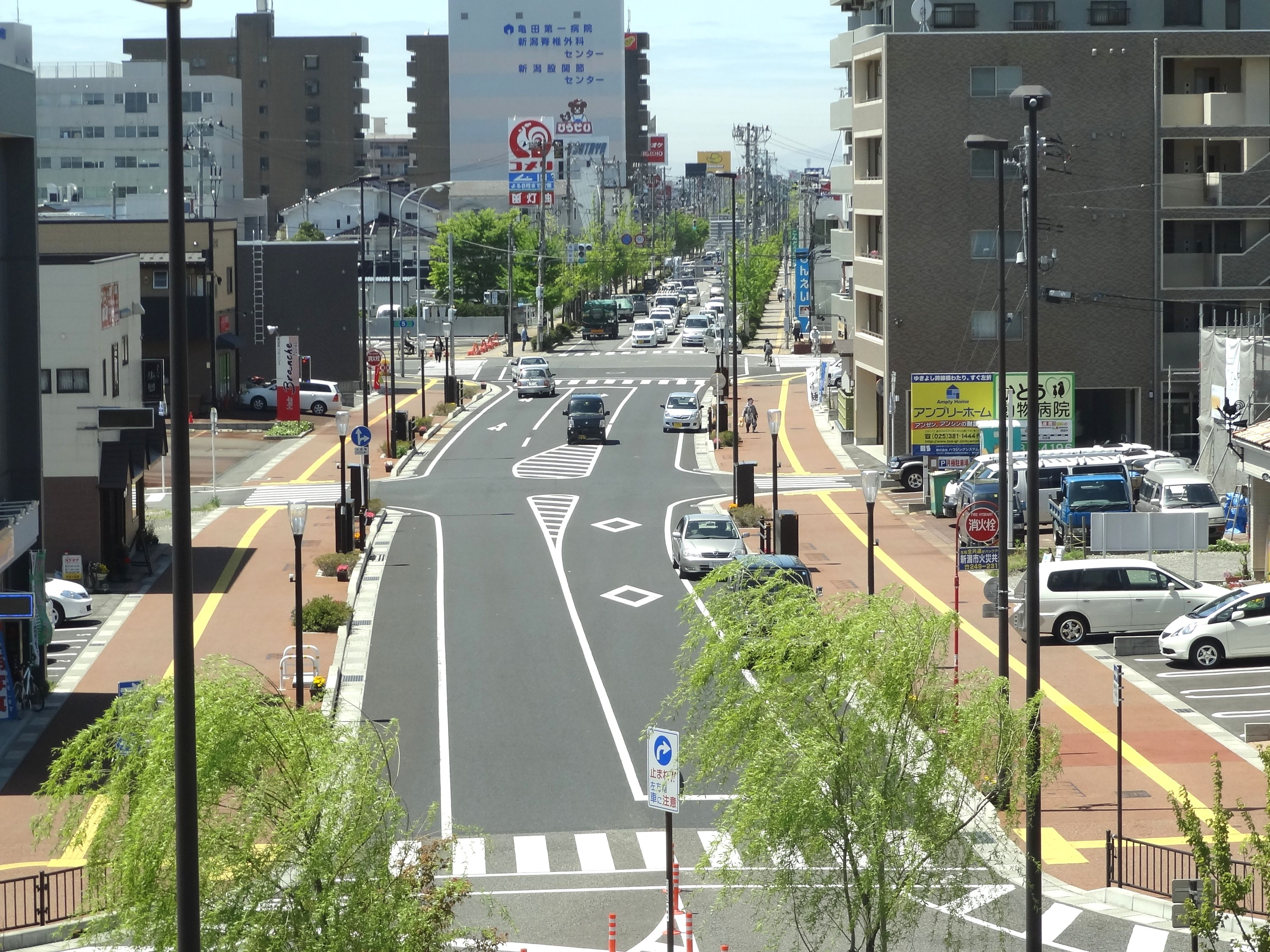
亀田駅前

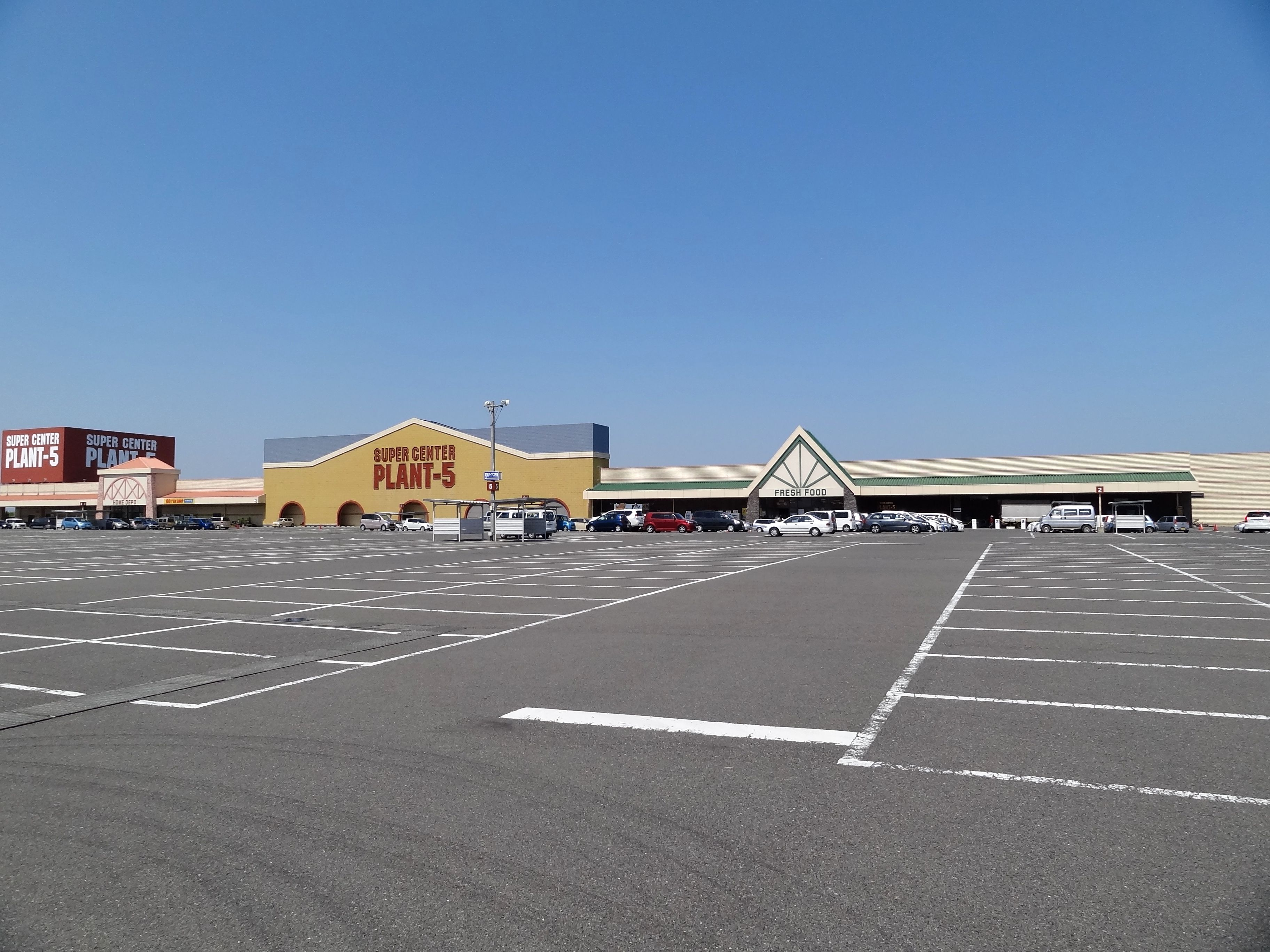
PLANT-5横越店

亀田地区
区の中心市街地は亀田地区にある。亀田駅や区役所などを軸として、地区の中央部に商店街や住宅地が広がり、幹線道路沿いにも集落が続いている。
縄文時代前期に人的交流が始まったのに端を発し、以来約6,000年の歴史を有する。1693年に「亀田町」と地名を改め、翌1694年に六斎市を開き、現在の亀田地区の発展の基礎が築かれた。頭書の通り、かつては旧市街を除けば広大な湿田だったが、戦後乾田化が進められ、さらに亀田バイパスが開通した1970年代から地区北部の亀田中島、向陽、稲葉や地区西部の旭、西町、五月町、鵜ノ子などで住宅開発が進捗し、また亀田駅からバイパスの鵜ノ子交差点（現鵜ノ子インターチェンジ）に至る亀田大通り（県道16号）沿いでは住宅地に加えて商業地としても開発が進められた。それに伴って地区内にはロードサイド型の店舗が次々出店し、市街地が拡大した。さらに1990年代からは同交差点西側の早通地域でも本格的に開発が進捗し、住宅団地、工業団地などの整備が進められた。
旧市街中心部の亀田本町や、亀田大通り沿いの西町、旭などは区内で最も大きな商業地を形成している。古くから大型店舗も亀田地区に進出しており、かつてはイオンが五月町三丁目に「ジャスコ亀田店」、マイカルが西町三丁目に「亀田サティ食品館」を出店していたが、1990年代に相次いで閉店した。しかし2000年（平成12年）には同交差点東側の鵜ノ子四丁目にアピタ新潟亀田店、2007年（平成19年）秋には亀田工業団地北側の下早通柳田一丁目にイオン新潟南ショッピングセンター（現：イオンモール新潟亀田インター）が開店し、これら大型ショッピングセンターには周辺市町からも買い物客が数多く来訪する。
横越地区
横越地区は元々農村部であったが、国道49号の橋梁である横雲橋が1963年（昭和38年）に木橋からトラス橋に架け換わり、さらに前述の亀田バイパスの整備が進捗すると共に同道沿線を中心に住宅開発が急速に活発化し、特に1970年代以降は人口が大幅に増加。1994年（平成6年）に人口が1万人を突破し、1996年（平成8年）11月1日に町制を施行した。
中心地である横越中央地域は、亀田地区との旧町境である西側の横越川根町から、区役所横越出張所などがある中心部の横越中央・横越上町を中心に、地区中央部をほぼ東西に横断する国道49号とほぼ南北に縦貫する赤道、さらに地区東側を流れる阿賀野川左岸に沿うように市街地と住宅地、集落が連なっている。横越中央地域にもショッピングセンターがあり、2005年（平成17年）秋に横越中央八丁目にプラント5横越店が開店。前述のアピタ亀田店、イオンモール新潟亀田インター同様、周辺市町からの買い物客が来訪する。>
横越中央地域の外周部のほとんどが水田となっており、隣接地区・行政区や阿賀野川、小阿賀野川などと接する外郭部には大きな集落が点在する。阿賀野川左岸沿いの北側には小杉（こすぎ）、南側には沢海（そうみ）、地区南側を流れる小阿賀野川沿いには木津（きつ）、二本木（にほんぎ）に大きな集落が形成されている。木津地内には1990年（平成2年）、木津工業団地が竣工し、市内外の企業が拠点を構えている。地区北部の駒込（こまごみ）、うぐいすは大江山地区の丸山、茗荷谷などに接しており、生活圏も近しい。またかつて沢海の一部で、現在阿賀野川右岸側に位置する飛地も存在する（後述）。
曽野木地区
信濃川右岸側にある曽野木地区の大部分は水田で、信濃川右岸側や旧道（現県道2号、県道16号の旧区間）など幹線道路に沿って集落が続く。曽野木地区の区域は政令市移行後から、鳥屋野潟から信濃川に至る親松排水路と県道16号、日本海東北自動車道の新潟中央ジャンクション以東区間を区境として南側が江南区、北側が中央区となっている。北側の地域には高美町（たかみちょう）、上沼（うわぬま）の全域と鐘木（しゅもく）、久蔵興野（きゅうぞうごや）、太右エ門新田（たえもんしんでん）の各一部などが含まれるが、政令市移行後も小中学校区の変更は行われていないため、広義にはこれら北側の地域も「曽野木地区」と定義される。
中央区の区域を除く曽野木地区の人口は約12,000人である（2005年国勢調査時点におけるデータ）。旧市域3地区の中で最も大きな市街地を形作っているが、元々の中心地はかつて曽野木村役場（現区役所曽野木連絡所）や曽野木郵便局などの官公署施設や曽野木農業協同組合本所（旧JA新潟市曽野木支店、現在は嘉木へ移転し南部支店に改称）などがあった天野（あまの）二、三丁目から曽川（そがわ）甲にかけての地域で（現在も前出の施設のほとんどがこの周辺に位置している）、その周辺の沿道には小規模な商店群が軒を連ねている。新潟市に編入した際の曽野木村の人口は4,188人で、3地区中最少であった。
1964年の新潟地震では曽野木地区も液状化現象など被害を受けたが「新潟市に合併していなければ、復興はまず不可能だった」ともいわれた。1960年代後半から市内中心部の住宅難解消を目指し、曽川乙の北東側を占める田畑の約109,000m2を埋め立てて宅地開発が進められ、現在の曽野木（そのき）一丁目にあたる「曽野木団地」の宅地開発が開始された。1968年（昭和43年）から市営住宅の入居や宅地の分譲が開始された。新潟県庁が地区内の鐘木に移転する事を当て込んで開発が進められたものだが、県庁の移転計画は不確定要素が多かった上（移転地は二転三転の末、現在の中央区新光町中央区に。その後市はスポーツ施設の移転計画などを立案したものの、これらも実現には至らなかった）、造成当初は水田の中に宅地がぽつねんと存在するというロケーション。周辺道路も狭隘な上に未整備で商店などもほとんどなく、道路や都市基盤などのインフラ整備がなかなか進捗しなかった事から当時新聞紙上では「陸の孤島」とも揶揄されたほどであった。だが、1970年代前半から中盤には同二丁目にあたる「曽野木ニュータウン」の開発が第四銀行と新潟交通グループの両社が主導する形で本格化し、これとほぼ同時期には本村側の天野でも「新天野団地」などの宅地開発が進められた。しかし、生活基盤は未成熟なまま。下水道が未整備な上、また曽野木団地・ニュータウンでは完工した段階で都市ガスを供給する予定だったものの、北陸ガスの工場から通じるガス管が地盤軟弱などの理由で整備できなかったことから、毎日タンクローリーが地区内へ液化天然ガスを運搬して地区内のガス供給を維持していた（尚この当時、旧本村では天然ガスを自家採掘している世帯が多く、ガス井戸を持つ家が多かった）。旧本村側の天野や楚川（そがわ。曽川と区別するため「はやしそがわ」とも読まれる）でも住宅開発が進められると、都市基盤もそれに合わせて徐々に整備された。1980年代以降は公共施設や磐越自動車道、日本海東北自動車道の建設工事が進み、周辺道路の整備も進捗。それに合わせて都市ガス化や下水道の整備も進捗した。
曽野木地区は元々亀田郷地域の村だった歴史的経緯などから、2007年4月1日の政令指定都市移行の際には亀田地区（旧亀田町）、横越地区（旧横越町）等と同じ江南区の区域となった（但し日本海東北自動車道以北は中央区の区域となっている）。旧市域からは曽野木の他、両川、大江山の3地区が同区の区域となったが、人口はこの3地区の中で最も多い。ただ一方、曽野木地区は新潟市編入以降、生活圏が大きく変貌したこともあって、現在は中央区となった「南地区」への帰属意識がむしろ強い。また政令市移行時点では、曽野木地区と亀田地区を結ぶ公共交通手段は全く無かった。一例として選挙の際に期日前投票を希望する場合、政令市移行前は市役所か南地区事務所（いずれも現中央区）へ出向いていたのが、移行後は公共交通のない江南区役所もしくは横越出張所へ出向かなければならなくなったため、多少なりの不便が生じた。その後、江南区のコミュニティバス「区バス」が2008年春から正式事業化され、亀田駅から曽野木地区を経由して新潟市民病院に至る路線が開設されたことにより、公共交通の便は改善されている。
現在中央区の区域となった県庁の旧移転候補地には2007年（平成19年）11月に新潟市民病院が移転開院し、区画整理が行われた同病院周辺の太右エ門新田、久蔵興野、俵柳、鐘木の錯綜地は2009年（平成21年）5月11日、町名整理により湖南（こなん）と改称した。この地名は1986年、曽野木団地・ニュータウン（前述の曽野木一・二丁目）で住居表示を施行する際にも新地名の候補として挙がったことがある。なお天野のうち、信濃川左岸側の飛地は南区となっている。

両川地区
両川地区は旧市域南西側に位置しており、西側を信濃川、南側を小阿賀野川が流れている。1901年（明治34年）に周辺の村が合併した際、この地理条件から「両川」と名付けられた。古くは「ふたがわ」と読んだが、後に音読みの「りょうかわ」に転訛した。両河川の合流点で、かつては河川交通でも栄えた酒屋町（さかやちょう）周辺は古くから市街地を形成しており、この酒屋町を中心に、両河川に沿う形で集落が続いている。酒屋町では毎月2と7のつく日に市が開かれている。地区の大部分は水田だが、前述通り東部の嘉瀬（かせ）・割野（わりの）ではナシの栽培が盛ん。主に「二十世紀」と「新興」が栽培されている。
1990年代から両川地区東部の嘉瀬・割野地内で工業団地の造成が進められ、1993年（平成5年）に両川工業団地が竣工。市内の主な企業が生産や物流の拠点を置いている。その一方で区内5地区の中で唯一、本格的な住宅地開発が行われていない。それに加え少子化が進行したため地区内の児童数が減少していることから、2010年（平成22年）春に酒屋（地区西部）・割野（東部）の両小学校区を統合し、新潟市立両川小学校が開校した。

大江山地区
阿賀野川左岸側の大江山地区は、江南区内の旧農村部の中で最も古い歴史を持つといわれており、地区内を東西に横断する「山通」と呼ばれるかつての砂丘地には、縄文時代以降の遺跡が点在する。
宅地化されている亀田駅東口周辺や新潟空港IC南側の「大淵団地」などを除けば概ね農村部で、前述の山通や阿賀野川左岸、幹線道路などに沿うように集落が形成されている。1969年（昭和44年）、地区東部の江口地内に新潟食品工業団地が竣工し、市内外の食品加工関連企業が製造・物流の拠点を置いている。また2007年（平成19年）5月には茗荷谷・西山地内に新潟市中央卸売市場が統合移転し、業務を開始した。それまで市内4箇所に分散していた青果市場、魚市場、生花市場、園芸市場が一箇所に集約され、現在では「新潟の台所」としての機能も担いつつある。
大江山地区西部の北山は、亀田地区東部の稲葉、亀田水道町などに接しており、生活圏は古くから亀田地区と近しい。清酒「越乃寒梅」の蔵元である石本酒造もこの北山地内にあり、宮尾登美子の小説『藏』のモチーフにもなった。
大江山地区も曽野木地区同様、日本海東北道を境として南北に区境があり、南側が江南区、北側が東区となっている。

### 住居表示
住居表示は、亀田地区・横越地区については2005年（平成17年）の編入合併を前に宅地・集落のほとんどで実施された。両地区では編入後に新規開発された住宅地・商業地に於いても、開発完了後に比較的早い段階で実施されている（三條岡、梅見台、下早通柳田など）。その一方、旧市域3地区では曽野木地区の2箇所で実施されているだけにとどまっており、両川・大江山両地区には実施箇所はない。なお、前述した両川地区の両川工業団地の町名は「両川一丁目（ - 二丁目）」だが、地番は従来通りのままで町名のみを変更した「町名変更」である。
また2005年（平成17年）に亀田町が新潟市へ編入した際、住居表示未実施地域の地名は大字を冠したまま（大字亀田、大字鵜ノ子など）とされた。他の市町村は編入と同時に大字を廃止したため（新潟市と豊栄市は合併以前に全廃）、大字を冠する地名が残存したのは亀田地区だけであった。2007年（平成19年）に政令市へ移行した際に亀田地区の大字も全廃され、これによって大字を冠する地名は市内から消滅した。

### 飛地
大江山・横越両地区には阿賀野川右岸側に飛地が存在する。現在は北区豊栄地区（岡方地域）の一部となっている細山（ほそやま）の一部と十二前（じゅうにまえ）、現在も江南区横越地区に属する阿賀野（あがの、旧焼山）などがそれにあたる。これらは大正時代から昭和時代初頭にかけて行われた阿賀野川の河道改修で、流路が直線化されたことによって飛地となったものである。
太平洋戦争の終盤を迎えた昭和20年（1945年）7月20日、米軍爆撃機 B29（Sharon－Linn）は新潟港での機雷投下を完了し帰路の途中、新潟市内に設置された高射砲からの砲撃により左翼を直撃被弾し、発火炎上しながら南下し、旧横越村の阿賀野川沿いの焼山地区に墜落した。

### 公園

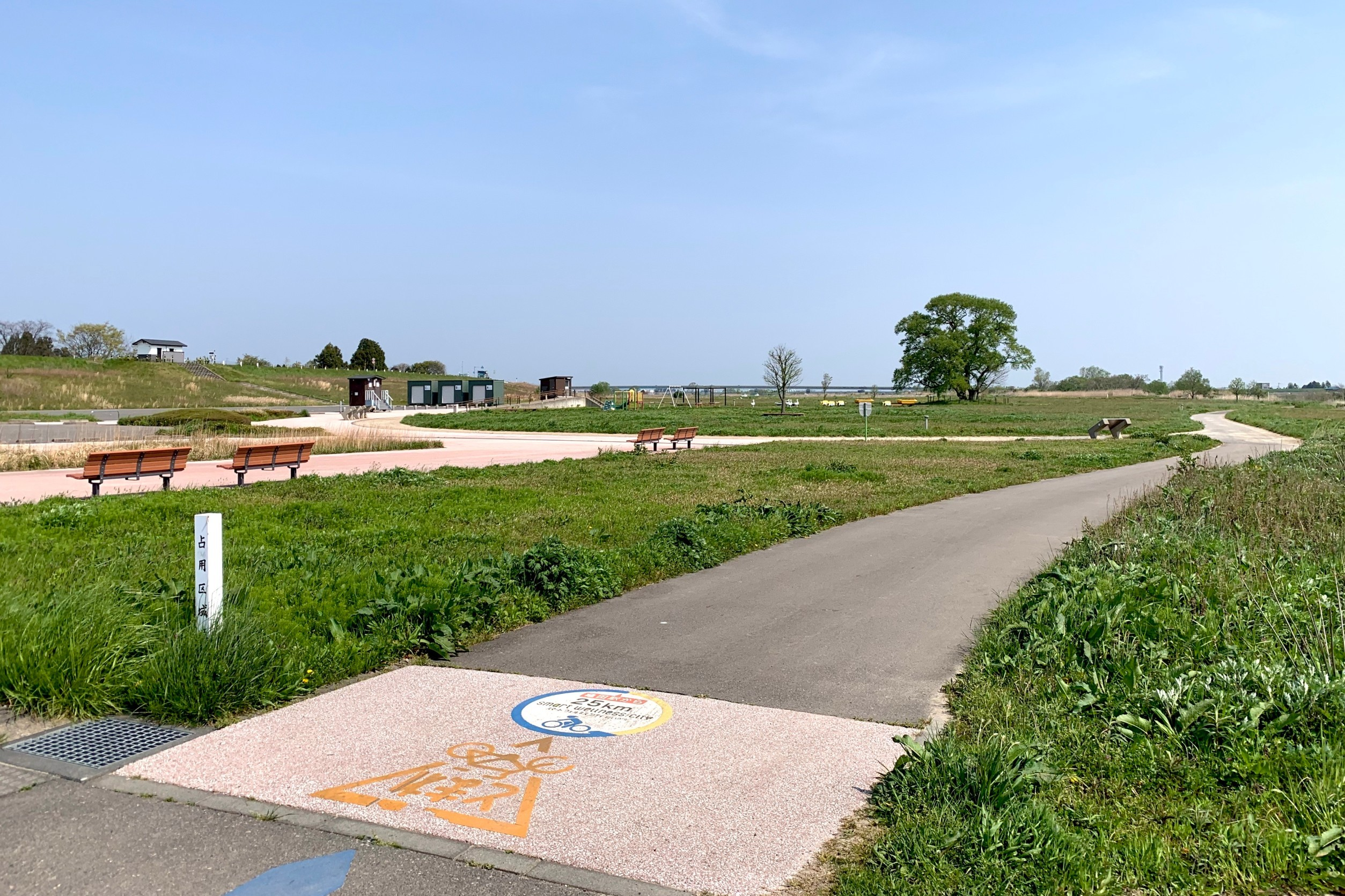
沢海床固め公園（阿賀野川フラワーライン）とサイクリングロード

- よこごし公園
- 亀田公園
- 北山池公園
- 大江山公園
- 舞平公園
- 阿賀野川フラワーライン（床固め公園）
- 亀田排水路公園
- 亀田農村公園

## 歴史
政令市移行前
- 2005年（平成17年）3月21日 - 亀田町と横越町を新潟市に編入。
- 2005年（平成17年）12月22日-23日 - 新潟大停電。

政令市移行後
- 2007年（平成19年）4月1日 - 新潟市の政令指定都市移行に伴い江南区が設置される。[14]

## 人口
- 2010年　69,365
- 2015年　68,906
- 2020年     67,972

## 行政機関

### 市の機関
- 新潟市江南区役所（泉町三丁目）
  - 横越出張所（横越中央一丁目）
  - 曽野木連絡所（天野二丁目）
  - 両川連絡所（酒屋町）
  - 大江山連絡所（細山）

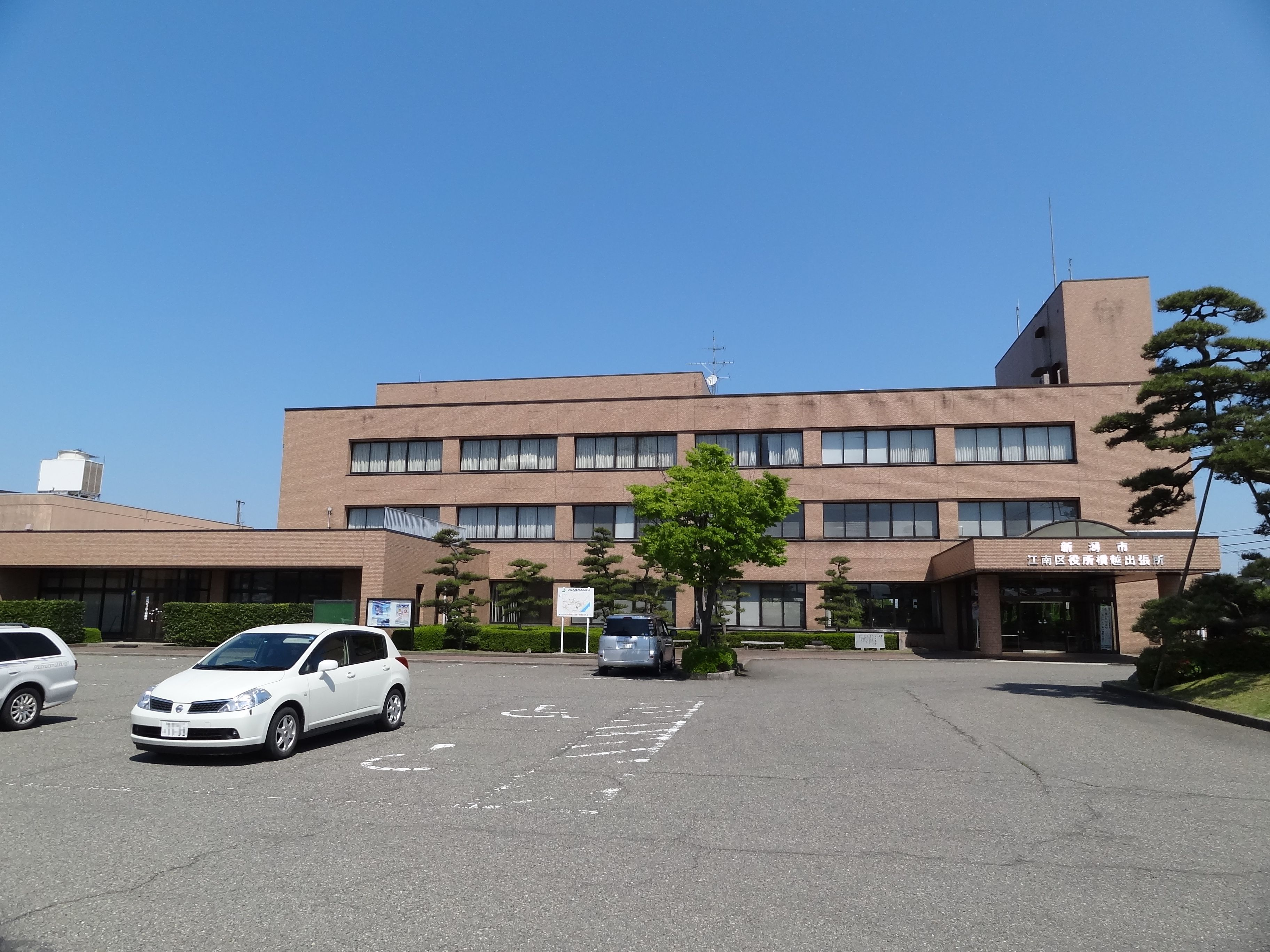
横越出張所

  - 亀田行政サービスコーナー（東船場一丁目、亀田駅西口・新潟市亀田駅前地域交流センター3階）
- 新潟市土木部
  - 新潟市東部地域土木事務所（江南区役所3階）
- 新潟市農林水産部
  - 新潟市中央卸売市場（茗荷谷、西山）

### 国の機関
- 農林水産省
  - 北陸農政局 新潟農政事務所
    - 亀田郷農業水利事業建設所（亀田本町二丁目）

## 経済

### 第一次産業
農業
区域は宅地・集落を除けば多くは水田で、稲作が盛んである。また亀田地区は果汁が多く大玉の「藤五郎梅」の産地として知られ、市街地南部ではウメの栽培が行われている。また横越地区南部の二本木・木津、両川地区東部の割野ではナシの栽培が盛んで、亀田・横越地区を統括する新潟みらい農業協同組合（JA新潟みらい）は二本木五丁目にナシ専用の選果場「梨の実館（ありのみかん）」を設けている。
区内の農業協同組合
- 新潟みらい農業協同組合（亀田・横越地区）
- 新潟市農業協同組合（曽野木・両川・大江山地区）

漁業
両川地区の平賀には漁業協同組合があり、信濃川下流域（中ノ口川下流、小阿賀野川下流を含む）の内水面漁業を統括している。流域ではコイやフナ、モクズガニなどが漁獲される他、サケの養殖にも取り組んでいる。
区内の漁業協同組合
- 信濃川漁業協同組合（平賀）

### 第二次産業
製造業
亀田地区ではかつて「亀田縞」と呼ばれる織物が盛んに製造されていた。太い木綿糸で織られ、水と泥に強いのが特徴で、農家の作業着の生地として使われていた。明治初期までは農民の副業として織られていたが明治以降に織物業として成立、最盛期には660余りの業者が亀田縞を織っていた。戦前戦後の混乱期に衰退し一時消滅する憂き目を見たが、2005年（平成17年）から地区内の2社が製品化に取り組んでいる。
区内に拠点を置く主な企業
- 亀田製菓 本社ほか（亀田工業団地三丁目、元町一丁目）米菓・菓子
- ハセガワ化成工業 本社工場（亀田工業団地三丁目）プラスチック容器
- 日本セロンパック 新潟工場（亀田工業団地一丁目）プラスチック容器・紙器、包材
- 加島屋 亀田工場（亀田工業団地一丁目）海産物加工、惣菜
- 佐文工業所 本社ほか（元町二丁目、曙町三丁目、木津工業団地）ミシン部品、精密部品等
- 塚田牛乳 本社工場（木津工業団地）牛乳・乳製品
- サクラパックス 新潟工場（木津工業団地）ダンボール・紙器
- 山崎製パン 新潟工場（二本木四丁目）パン・菓子
- 北村製作所 本社工場（両川一丁目）トラック荷台・ボディ、洗浄システム等
- 有希化学 （両川二丁目）化学工業製品
- 大阪屋 本社工場（大渕）和菓子・洋菓子
- みかづき 本部（江口）イタリアンなどファーストフード
- JR東日本テクノロジー 江南製作所（両川二丁目）鉄道車両部品

## 姉妹都市・提携都市

### 国内
提携都市
- 美浦村（茨城県稲敷郡）
  - 1981年2月14日、旧横越町と姉妹提携。
- 白山市（石川県）
  - 2001年6月27日、旧鶴来町と旧亀田町が、双方の自治体名にちなんだ「鶴亀交流友好都市」として提携

## 治安

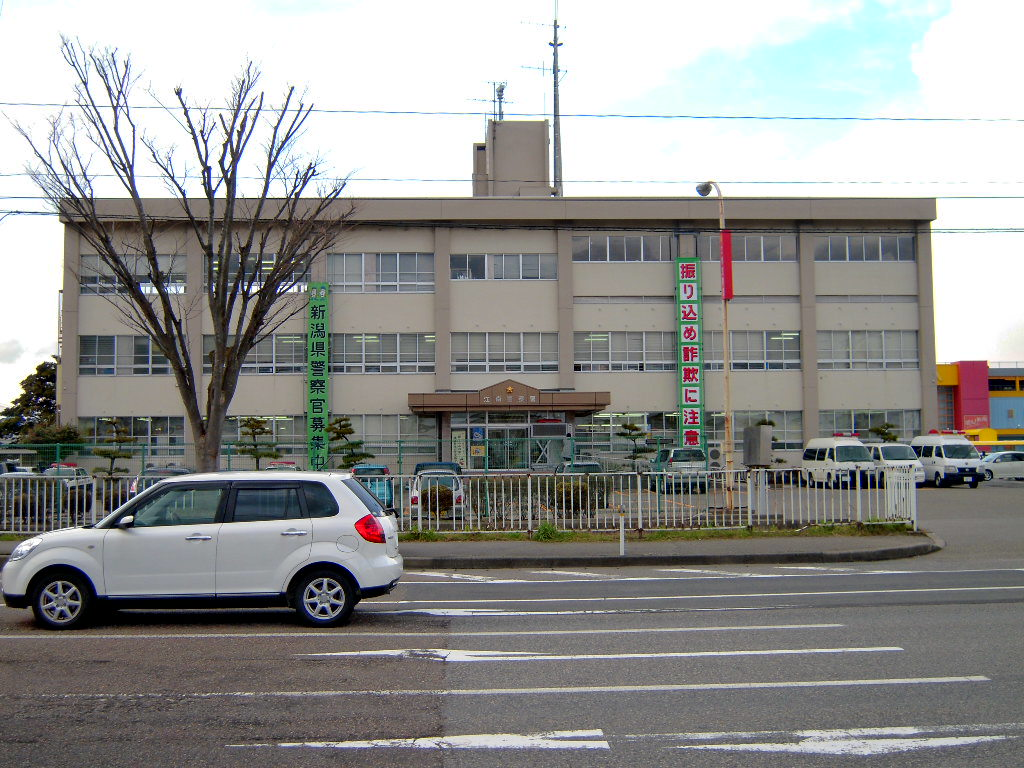
江南警察署

- 新潟県警察
  - 高速道路交通警察隊（亀田早通）
  - 江南警察署（鵜ノ子五丁目）
    - 亀田駅前交番（東船場一丁目）
    - 曽野木交番（曽野木一丁目）
    - 大江山駐在所（大淵）
    - 酒屋駐在所（酒屋町）
    - 横越駐在所（横越中央二丁目）
    - 沢海駐在所（沢海二丁目）

## 防災
- 新潟市消防局
  - 新潟市江南消防署（船戸山五丁目）
    - 横越出張所（いぶき野一丁目）
    - 曽野木出張所（鐘木）

## 社会基盤
- 東北電力（電気）
- 北陸ガス（都市ガス（横越地区除く））
- 越後天然ガス（都市ガス（横越地区））

### 郵便
日本郵政グループ
- （新潟中央郵便局）
  - 亀田郵便局（西町一丁目）
  - 亀田城山郵便局（城山一丁目）
  - 亀田袋津郵便局（袋津五丁目）
  - 新潟中央卸売市場内郵便局（茗荷谷）

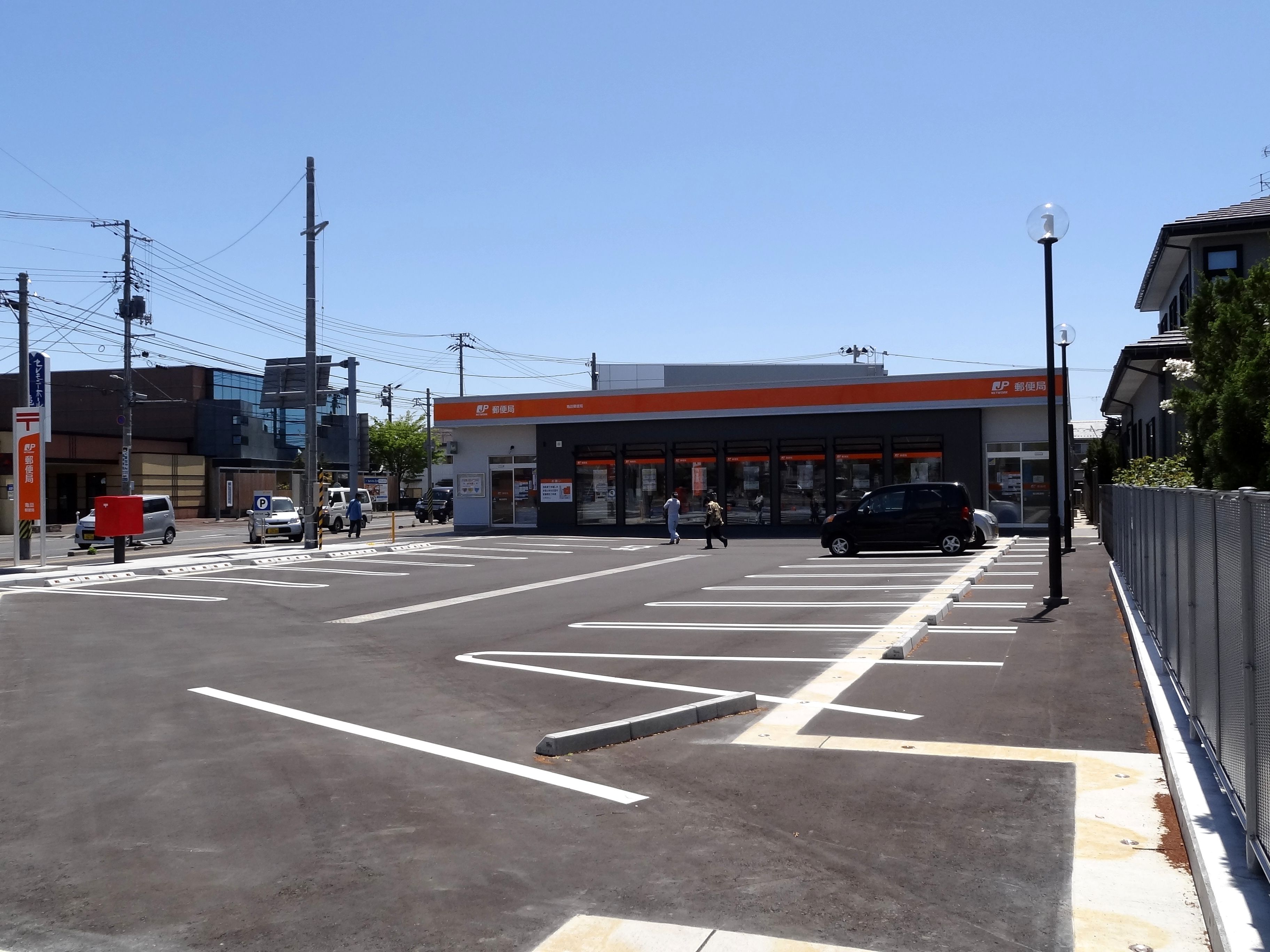
亀田郵便局

  - イオンモール新潟南郵便局（下早通柳田一丁目）
  - 早通簡易郵便局（亀田早通一丁目）
  - 新潟北山簡易郵便局（北山）
  - 江口簡易郵便局（江口）
- 横越郵便局（茜ケ丘） - 集配局（ゆうゆう窓口なし）
  - 沢海郵便局（沢海二丁目）
  - 酒屋郵便局（酒屋町）
  - 小杉簡易郵便局（小杉三丁目）
  - 木津簡易郵便局（木津三丁目）
- （大野町郵便局）
  - 曽野木郵便局（天野二丁目）
  - 曽野木団地郵便局（曽野木一丁目）

曽野木地区（中央区湖南と鐘木の一部を含む）の郵便物集配事務は、西区大野町（黒埼地区）の大野町郵便局が行っている。また2006年（平成18年）9月まで両川地区の集配事務は酒屋局が行っていたが、合理化に伴い横越局の集配地域となった。2007年（平成19年）8月27日、大江山地区の松山にあった大江山郵便局が、茗荷谷の新潟中央卸売市場の敷地内に移転し改称した。亀田地区の集配事務は2010年（平成22年）8月8日まで亀田郵便局舎内に設けられていた郵便事業亀田支店（当時）が行っていたが、同局の改築に伴って同年8月9日より、新潟支店（当時）に業務が移管された。

### 水道
- 新潟市水道局
  - 阿賀野川浄水場（横越上町一丁目）
  - 信濃川浄水場（祖父興野）

区内には、稼働中の浄水場が2箇所ある。阿賀野川浄水場は1974年通水開始。横越・大江山地区の他、東区の竹尾配水場を介して亀田地区をはじめ、中央区東部と東区の大部分に上水道を供給している。信濃川浄水場は老朽化した鳥屋野浄水場（中央区美咲町二丁目）の代替施設として2005年（平成17年）に通水を開始した。県内の浄水場で初めて生物活性炭を使用した高度浄水処理を導入しており、曽野木・両川地区と中央区西部に上水道を供給している。また阿賀野川右岸側に位置する横越地区の阿賀野には、阿賀野市から上水道が供給されている。
また亀田地区の亀田水道町二丁目には、かつて亀田地区内に上水道を供給していた亀田浄水場がある。1933年（昭和8年）に通水を開始した、市内でも古い歴史を有する浄水場のひとつで、場内にある高架水槽は有形文化財に登録されている。しかし老朽化のため送水系統を2008年（平成20年）2月14日を以って統廃合し、送水を停止（3月21日には閉場式が行われた）。同日以降、亀田地区への送水は竹尾配水場から行われている。なお江南区の上水道は秋葉事業所の管轄下となっている。

### 清掃
- 新潟市環境部
  - 新潟市亀田清掃センター（亀田）
  - 新潟市舞平清掃センター（平賀）
  - 新潟市亀田斎場（元町五丁目）

亀田清掃センター（焼却場）の業務は合併前まで、新潟市・亀田町・横越町・黒埼町によって構成されていた新潟地区広域清掃事務組合が行っていた。1975年（昭和50年）から運用を開始し、現焼却炉は1997年（平成9年）4月に稼動開始。焼却時に発生した排熱による自家発電が可能となっている。舞平清掃センター（し尿汚泥・生ごみ処理）の隣接地には舞平公園が併設されている。亀田斎場で火葬を行えるのは亀田・横越地区（北区十二前を含む）のみ。旧市域3地区の火葬事務は西区の青山斎場で行われる。

## 医療
区内の主な病院は下記の通り。
- 亀田第一病院（西町二丁目、救急指定病院）
- 椿田病院（大淵）

この他、曽野木地区北側の中央区鐘木に新潟市民病院がある（中央区#医療を参照）。

## 教育

### 学校教育
高等学校
- 新潟県立新潟向陽高等学校
- 新潟明訓高等学校(※中学校も併設している。)

中学校
- 新潟市立曽野木中学校
- 新潟市立大江山中学校
- 新潟市立両川中学校
- 新潟市立亀田中学校
- 新潟市立亀田西中学校
- 新潟市立横越中学校
- 新潟明訓中学校(※高等学校も併設している。)

小学校
| - 新潟市立曽野木小学校 - 新潟市立東曽野木小学校 - 新潟市立大淵小学校 - 新潟市立丸山小学校 - 新潟市立両川小学校 | - 新潟市立亀田小学校 - 新潟市立亀田東小学校 - 新潟市立亀田西小学校 - 新潟市立早通小学校 - 新潟市立横越小学校 |

特別支援学校
- 新潟県立江南高等特別支援学校

### 社会教育
- 新潟市亀田市民会館（船戸山五丁目）
- 新潟市江南区文化会館（茅野山三丁目）
  - 新潟市亀田地区公民館
  - 新潟市立亀田図書館
  - 新潟市江南区郷土資料館

## 文化・スポーツ
運動施設

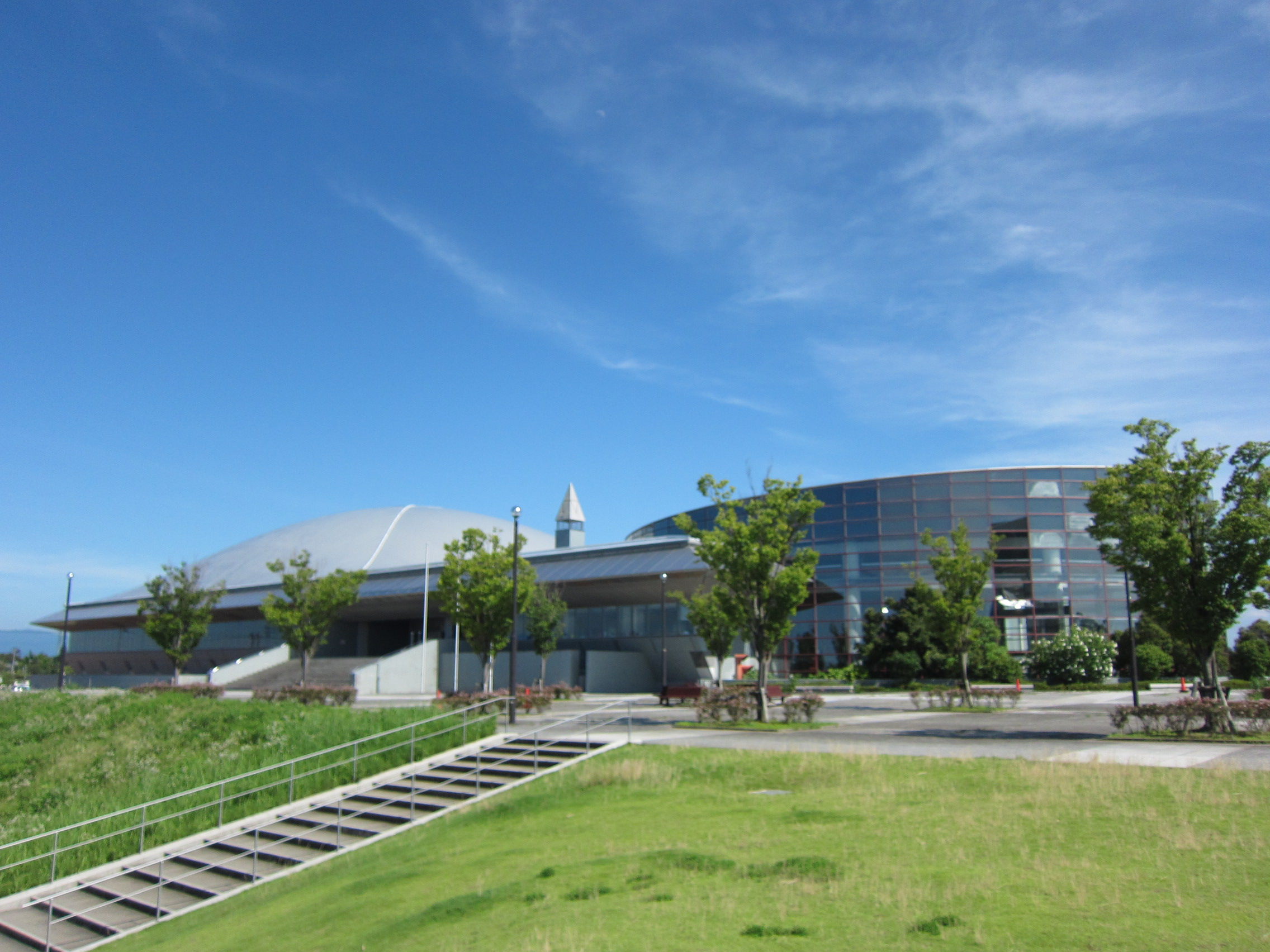
亀田総合体育館（アスパーク亀田）

- 亀田総合体育館（アスパーク亀田、茅野山三丁目）
- 横越総合体育館（いぶき野一丁目）
- 横越体育センター（二本木三丁目）
- 亀田運動広場（亀田緑町一丁目）
  - ふれあいドーム
  - 少年野球場
- かわね公園（亀田工業団地一丁目）
  - 多目的グラウンド

## 観光
- 北方文化博物館（沢海二丁目）
- 亀田郷土地改良区資料館　葦沼館（要予約）
- 亀田梅の陣

## 交通

### 鉄道
- 信越本線
  - 亀田駅

現在、区内で唯一の鉄道駅である亀田駅は2005年（平成17年）に橋上駅舎に改築された。改築を機に、駅舎東西の駅前広場にはコミュニティバス（後述）のバス停やパークアンドライド用の駐車場が設置されるなど、区内・市内の交通拠点として整備が進められている。
また亀田駅と秋葉区の荻川駅の中間点付近では、1980年代後半から新駅設置を求める意見が住民などから寄せられており、過去に亀田地区南部の城所と、横越地区西部の二本木の2か所で新駅設置構想が起こっている。こうした経緯もあり、亀田・横越両町の新潟市への編入合併に際して設立された法定合併協議会で「合併建設計画」を立案した際、二本木に新駅を設置して周辺の開発事業を実施することが盛り込まれた。これを受けて2007年（平成19年）、新駅予定地周辺の地権者らが土地区画整理組合設立準備組合を設立したものの、しばらく具体化には至らなかった。その後、2017年5月に江南区まちづくり協議会が設置され、新駅周辺の土地利用の方向性を検討するなど具体的な動きが進み始めており、2020年にはビジョン計画として掲載された。

### バス

#### 路線バス
江南区内を発着する路線バスは、全て新潟交通と同社の地域子会社である新潟交通観光バスにより運行されている。区内の亀田工業団地には新潟交通の新潟南部営業所があり、市内路線バスの運行拠点となっている。
新潟交通の路線バスは全ての路線が新潟市中心部発着である。なお、区内を経由する同社の全路線でりゅーと等のICカードが利用できる。
新潟交通は市内中心部から放射状に路線網を構築している一方、郊外間の路線網がないことから、区内各所から区役所のある亀田地区へ直接アクセスできる手段は非常に脆弱となっており、また区内には公共交通そのものが全くない地域も点在していた。旧新潟市域3地区のうち、曽野木地区と亀田地区を結ぶ公共交通手段は、政令市移行時には全くなかった。こうしたことから区内では後述のコミュニティバスが盛んに導入されるようになっていった。ただ、区内全域においては日常の交通手段を自家用車に依存する比率は高い。
- S2 鳥屋野線
新潟駅・万代シテイから新潟県道1号新潟小須戸三条線を経由して曽野木・両川・新津西部・小須戸方面に至る路線であり、区の西端を縦貫する。
- S6 長潟線
新潟駅南口から市道弁天線を経由して区北部のイオンモール新潟南・亀田工業団地（前出の南部営業所）に至る路線であり、一部が亀田・大江山まで乗り入れる。
- S7 スポーツ公園線
新潟駅南口から市道弁天線・鳥屋野潟南部を経由して曽野木地区に至る路線である。
- S8 京王団地線
新潟県道5号新潟新津線を経由してイオンモール新潟南・南部営業所に至る路線である。
- S9 亀田・横越線
県道5号を経由して亀田・横越・阿賀野市に至る路線であり、区の中心部を縦貫する。亀田から両川や新津に至る系統、亀田バイパス経由で新潟と横越・阿賀野市を結ぶ急行系統も存在する。
- E43・E81系統
東区方面から大江山地区に乗り入れる系統である。

各路線の詳細は「運行便別時刻表（新潟交通）」および「新潟交通のバス路線一覧」を参照（上記路線番号からもリンク可能）。

#### コミュニティバス
江南区内では現在、3事業者がコミュニティバスを運行している。詳細な運行情報は「区バス・住民バス（新潟市江南区）」を参照。
- 茅野山・早通地区住民バス「カナリア号」
- 江南区区バス
- 横越地区住民バス「横バス」

#### 高速バス
江南区内には高速道路上のバス停留所が2箇所ある。
両川地区の酒屋町には磐越自動車道の酒屋バスストップ、東区との区境の西野には日本海東北自動車道・西野バスストップが位置する。両者とも下り側にパークアンドライド用の駐車場・駐輪場が設けられている。
酒屋バスストップ
- 新潟 - 五泉 - 村松 線（蒲原鉄道運行）

西野バスストップ
- 万代シテイバスセンター - 小国 - 飯豊 - 山形線（Zao号）
  - 山形行は乗車のみ、新潟行は降車のみ

### レンタサイクル
亀田駅前地域交流センターにて「江南区まちなか回遊レンタサイクル」の貸出しが無料で行われている。

### 道路

#### 高速道路
- E49磐越自動車道
  - 新潟中央IC - 新潟中央JCT - 新潟PA - 酒屋BS
- E8北陸自動車道／E7日本海東北自動車道
  - 新潟中央JCT - 新潟亀田IC - 新潟東SIC/西野BS - 新潟空港IC

政令市移行の際、旧新潟市域の区割りを決定する際に区境の基準とされたのが、北陸自動車道の新潟中央IC・JCTから日本海東北自動車道の阿賀のかけはしまでの間である。区境は高速道路の北側に沿って設けられており、北側が中央区と東区（両区の境界は栗ノ木川に沿っている）、南側が江南区で、高速道路自体の登記上の所在地はすべて「江南区」となっている。ただしその後追加された新潟東SICの下りランプ部は東区に食い込んでいる。

#### 国道
- 国道49号（亀田バイパス）
- 国道403号（新津バイパス）

#### 県道
| 主要地方道 - 新潟県道1号新潟小須戸三条線 - 新潟県道2号新潟寺泊線 - 新潟県道4号新潟港横越線（赤道） - 新潟県道5号新潟新津線 - 新潟県道16号新潟亀田内野線 - 新潟県道17号新潟村松三川線 - 新潟県道46号新潟中央環状線 | その他の県道 - 新潟県道101号亀田停車場線 - 新潟県道220号白根亀田線 - 新潟県道247号沢海酒屋線 - 新潟県道586号水原亀田線 |